# ハンス＝ゲオルク・シュヴァルツェンベック
ハンス＝ゲオルク・シュヴァルツェンベック（Hans-Georg Schwarzenbeck、1948年4月3日- ）は、西ドイツ出身のサッカー選手。選手時代のポジションはディフェンダー。

## 経歴
バイエルン・ミュンヘンの下部組織を経て1966年にトップチームへ昇格をした。バイエルンでは長身を生かしてストッパーの役割を果たしフランツ・ベッケンバウアーと共にDFラインを構成すると、リベロとして攻守にわたって中心的役割を果たしていたベッケンバウアーを支えた。
ブンデスリーガで416試合に出場し21得点を記録し、UEFA主催のカップ戦には通算70試合に出場した。ミュンヘンで勝ち取ったタイトルは6度のブンデスリーガ（1969、1972、1973、1974、1980、1981年）、DFBカップ3度（1967、1969、1981年）、カップウィナーズカップ（1967年）、チャンピオンズカップ三連覇（1974、1975、1976年）などが挙げられる。
選手キャリアのハイライトシーンとしてはUEFAチャンピオンズカップ 1973-74決勝のアトレティコ・マドリード戦で決めたシュートが挙げられる。試合は0-0のスコアのまま延長戦に入り114分にルイス・アラゴネスの得点によりアトレティコがリードしたが、試合終了直前にシュヴァルツェンベックはゴールから25mの地点から力強いミドルシュートを決めて土壇場で同点に追いついた。彼自身はこのシュートについて「ペレでさえ、真似は出来ない」と評したという。バイエルンは2日後に行われた再試合でアトレティコを4-0のスコアで下してタイトルを獲得すると、翌年と翌々年にかけて大会3連覇を成し遂げた。
西ドイツ代表としては1971年12月1日に行われたUEFA欧州選手権1972予選のアルバニア戦でデビューをした。シュヴァルツェンベックは代表でもベッケンバウアーと共にセンターバックを務めUEFA欧州選手権1972優勝、地元開催となった1974 FIFAワールドカップ優勝、UEFA欧州選手権1976準優勝に貢献した。アルゼンチンで開催された1978 FIFAワールドカップの代表メンバーにも選出されたが出場機会はなく、1978年2月22日に行われたイングランドとの国際親善試合が最後の代表出場となった。西ドイツ代表としては国際Aマッチ44試合に出場した。
引退後はミュンヘンで文房具屋を経営していた。

## 個人記録

### 代表での成績
出典
| 1971 | 7  | 0 |
| 1972 | 7  | 0 |
| 1973 | 5  | 0 |
| 1974 | 13 | 0 |
| 1975 | 4  | 0 |
| 1976 | 7  | 0 |
| 1977 | 0  | 0 |
| 1978 | 1  | 0 |
| 通算 | 44 | 0 |